# Ćukovac (Vranje)
Ćukovac (em cirílico: Ћуковац) é uma vila da Sérvia localizada no município de Vranje, pertencente ao distrito de Pčinja, na região de Južno Pomoravlje. A sua população era de 1029 habitantes segundo o censo de 2011.

## Demografia
| 1948 | 1953 | 1961 | 1971 | 1981 | 1991 | 2002 | 2011 |
| ---- | ---- | ---- | ---- | ---- | ---- | ---- | ---- |
| 1141 | 1180 | 1106 | 1010 | 918  | 958  | 1007 | 1029 |